# Cymothoe clarki
Cymothoe clarki är en fjärilsart som beskrevs av Stevenson 1940. Cymothoe clarki ingår i släktet Cymothoe och familjen praktfjärilar. Inga underarter finns listade i Catalogue of Life.